# Korsträsket (Arjeplogs socken, Lappland)

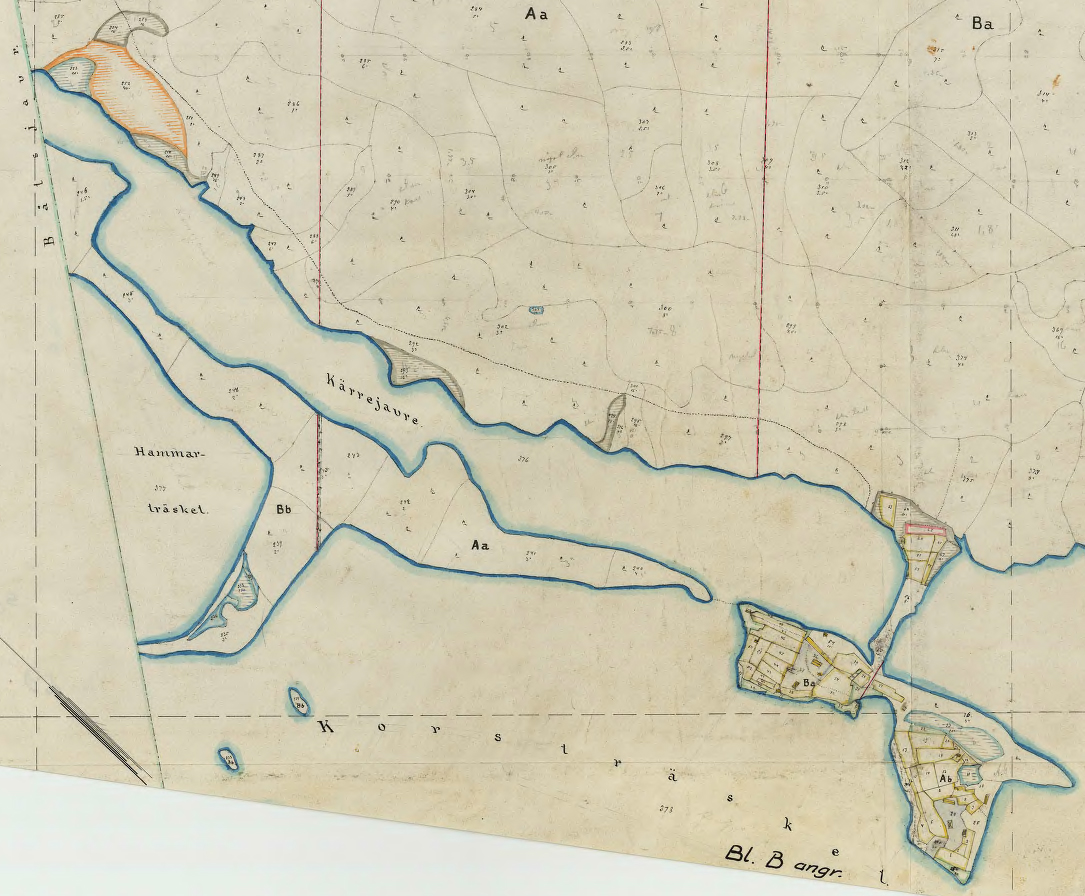
Korsträsket, Hammarträsket och Tjärraur (Kärrejaure) på lagaskifteskartan över Korsträsk by, upprättad 1912.

Korsträsket är en sjö i Arjeplogs kommun i Norrbottens län, belägen tre mil väster om Arjeplog i mellersta Lappland. Sjön ligger på 420 meters höjd över havet. Korsträsket skils från Tjärraur i öster av en åsrygg som löper i nord-sydlig riktning, och från Hammarträsket i norr av en numera delvis överdämd åsrygg på vilken en vägbank är dragen. I söder skiljs Korsträsket från Båtsträsk genom näset Geälluonjárrga med tillhörande öar. Byn Korsträsk ligger på ömse sidor om sjön.

## Namnet
Namnet kommer av att två sandåsar bildar ett kors i sjön.

## Reglering
Korsträsket hänger samman med sjöarna Båtsträsk, Tjärraur, Hammarträsket, Aisjaure, Fluka, Uddjaure och Storavan i ett vattenkraftsmagasin vars yta regleras mellan 418 och 420 m ö.h. På grund av regleringen kan det idag vara svårt att urskilja sjöarnas ursprungliga utsträckning.